# 十念 (alanのアルバム)
『十念』（シィー・ニィェン）は、チベット族中国人女性歌手alanの中国語版の4枚目のオリジナル・アルバム。
CD+DVD版にはポスターおよびゲーム「镇魔曲」のプリペイドカードが付属。

## 収録曲

### CD・ネット配信
1. Into the blue
  - 作詞：阿兰、作曲：Tatsugoo/菊池一仁、編曲：Tatsugoo
2. 龙女 (Album Mix)
  - 作詞：李姝、作曲：菊池一仁、編曲：Tatsugoo
  - ゲーム「镇魔曲」の主題歌
3. 心花
  - 作詞：林乔、作曲・編曲：金大洲
4. Time Goes By
  - 作詞：阿兰、作曲：五十嵐充
5. 牧野往事
  - 作詞：毛慧、作曲：菊池一仁、編曲：中村康就
6. 雨之泣
  - 作詞：阿兰/毛慧、作曲：菊池一仁、編曲：中野雄太
7. Feel For First Love
  - 作詞：Draw、作曲：AntChannle_陈超、編曲：Angust Young
8. 彼岸花开
  - 作詞：小软、作曲：杨勇、編曲：杨勇
9. 美人谷
  - 作詞：毛慧、作曲：阿兰/毛慧、編曲：叶月/王晨
10. 乐此不疲
  - 作詞・作曲：阿兰、編曲：菊池一仁
11. 幻梦
  - 作詞：田梓橙、作曲：田梓橙/孟珂、編曲：孟珂
  - 映画「捉妖学院」の主題歌
12. 赌注
  - 作詞・作曲：汪蘇瀧、編曲：金若晨

### DVD
1. 美人谷
2. 乐此不疲
3. 牧野往事
4. 赌注

## 参照
1. ↑  阿兰出道十周年 新专辑《十念》唯美上线|阿兰|新专辑_凤凰音乐
2. ↑  阿蘭: 十念 - Google Play の音楽
3. ↑  Amazon.co.jp： 十念: 阿蘭: デジタルミュージック
4. ↑  #阿兰出道10周年#纪念专辑十念，今日下... 来自音悦商城 - 微博
5. ↑  专辑Cd&VCD双蝶还有精美海报附赠游戏卡... 来自阿兰工作室 - 微博